# 朗霍弗德冰川
朗霍弗德冰川（英語：Langhovde Glacier），是南極洲的冰川，位於毛德皇后地的哈拉爾王子海岸，流經朗霍夫德山東部，最終注入霍夫德灣，根據日本探險隊的測量和拍攝的空中照片繪入地圖，現時由南極條約體系管理。